# ACT (Plattenlabel)
ACT ist ein deutsches Musiklabel, das vor allem im Bereich des Jazz hervorgetreten ist. Als ACT Music & Vision wurde es 1992 in Hamburg von Siegfried Loch gegründet und zog 1998 nach München. Seit 2015 führte Andreas Brandis von Berlin aus operativ das Label; er ist seit 2022 als Geschäftsführer und Teilhaber sowohl für die unternehmerische als auch künstlerische Ausrichtung mitverantwortlich.

## Musiker
Ein Schwerpunkt des Labels ist europäischer Jazz; zu den unter Vertrag genommenen Künstlern gehören der Posaunist Nils Landgren und der früh verstorbene Pianist Esbjörn Svensson mit seinem Trio E.S.T., die Sängerinnen Viktoria Tolstoy, Ida Sand und Rigmor Gustafsson, der Bassist Lars Danielsson, der Pianist David Helbock und der Gitarrist Ulf Wakenius. Zu den Jazzmusikern aus Deutschland beim Label zählen Michael Wollny (Preisträger des ECHO Jazz 2010 als bester Instrumentalist national – Piano/Keyboards), Wolfgang Haffner, Joachim Kühn, Heinz Sauer, Christof Lauer und Dieter Ilg. Weitere aktuelle Künstler des Labels sind Émile Parisien, Iiro Rantala, Bill Laurance, Adam Bałdych, Leszek Możdżer, Andreas Schaerer, Jan Lundgren, Marius Neset und Magnus Lindgren.
Aus dem Bereich World-Jazz sind als Musiker Nguyên Lê, Nesrine Belmokh oder Majid Bekkas zu nennen sowie unter anderen Youn Sun Nah, Peter Somuah, Júlio Resende, Daniel García Diego, Jasper van’t Hof oder Paolo Fresu. Gleich die erste Produktion des Labels, Jazzpaña (von Vince Mendoza und Arif Mardin) von 1992, brachte eine Grammy-Nominierung.
Bei besonderem Fokus auf der deutschen und der skandinavischen Szene gilt ACT als internationales Label. Mit Vijay Iyer (von 2009 bis 2013 bei ACT) und Rudresh Mahanthappa (seit 2011) haben sich zwei US-Amerikaner mit indischen Wurzeln dem Label angeschlossen, die beide eine der wichtigsten Auszeichnungen für Jazzmusiker, den Kritikerpoll des Down Beat, gewinnen konnten.

## Auszeichnungen
In den Jahren 2010 bis 2013 erhielt ACT viermal in Folge per Online-Abstimmung den ECHO Jazz als „Label des Jahres“.
Fünf Alben des Labels wurden für die amerikanischen Grammy Awards nominiert: Vince Mendoza/Arif Mardin Jazzpaña (1992), Vince Mendoza Blauklang (2008), Vijay Iyer Accelerando (2012), Grégoire Maret & Romain Collin Americana (2020) und Bird Lives von Magnus Lindgren, John Beasley & SWR Big Band, welches die Auszeichnung 2023 in der Kategorie Best Arrangement gewann.